# Andrés Estrada
Andrés Estrada Murillo (Cali, 12 novembre 1967) è un ex calciatore colombiano, di ruolo centrocampista.

## Palmarès

### Club

#### Competizioni internazionali
- Coppa Merconorte: 2

Atlético Nacional: 1998, 2000